# Mușchiul extensor scurt al policelui

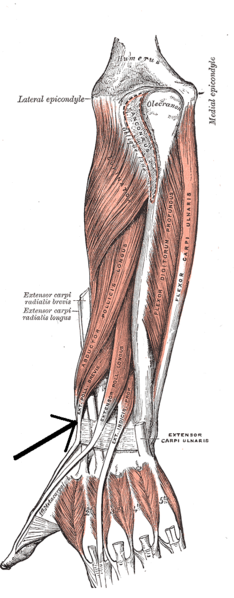
Mușchiul extensor scurt al policelui (săgeata)

Mușchiul extensor scurt al policelui sau mușchiul scurt extensor al policelui (Musculus extensor pollicis brevis) este un mușchi lung, așezat în jumătate distală a feței posterioare a antebrațului, spre partea laterală a lui. Este situat în planul al doilea al mușchilor posteriori ai antebrațului, medial de mușchiul abductor lung al policelui. 

## Inserții
Proximal are originea pe fața posterioară a radiusului (1/3 mijlocie, distal de originea mușchiului abductor lung al policelui) și pe fața posterioară a membranei interosoase corespunzătoare a antebrațului.
Are aceeași același traiect cu mușchiul abductor lung al policelui, de care este alipit în partea proximală. Mușchiul se îndreaptă oblic în jos și lateral; se continuă printr-un tendon ce trece prin șanțul de pe fața laterală a extremității distale a radiusului împreună cu tendonul mușchiul abductor lung al policelui (Musculus abductor pollicis longus). Tendoanele acestor doi mușchi trec în continuare sub retinaculul extensorilor și sunt înconjurate de teaca tendoanelor lungului abductor și scurtului extensor ale policelui (Vagina tendinum musculorum abductoris longi et extensoris brevis pollicis).
Tendonul mușchiului extensor scurt al policelui se inseră distal pe fața posterioară a bazei falangei proximale a policelui.

## Raporturi
Prezintă aceleași raporturi cu mușchiul abductor lung al policelui. Tendoanele ambilor mușchi formează împreună relieful ce delimitează lateral tabachera anatomică.

## Acțiune
Este extensor al falangei proximale a policelui și abductor al policelui în articulația metacarpofalangiană și un slab adductor al mâinii.

## Inervația
Inervația este dată de nervul interosos posterior (Nervus interosseus antebrachii posterior), ramură a nervului radial (neuromer C6-C8).

## Vascularizația
Vascularizația este asigurată de artera interosoasă posterioară (Arteria interossea posterior)